# كيفين دينكي
كيفين دينكي (مواليد 30 نوفمبر 2000) هو لاعب كرة قدم من توغو يلعب في مركز المهاجم في نادي سيركل بروج.

## وصلات خارجية
- كيفين دينكي على موقع رابطة كرة القدم الفرنسية للمحترفين (الإنجليزية)
- كيفين دينكي على موقع الدوري الأمريكي (الإنجليزية)
- كيفين دينكي على موقع قاعدة بيانات كرة القدم.إي يو (الإنجليزية)
- كيفين دينكي على موقع ناشيونال فوتبول تيمز (الإنجليزية)
- كيفين دينكي على موقع Soccerbase.com (لاعب) (الإنجليزية)
- كيفين دينكي على موقع Soccerway.com (الإنجليزية)
- كيفين دينكي على موقع عالم كرة القدم.نت (الإنجليزية)